# 天主教古巴的聖地牙哥總教區
天主教古巴的聖地牙哥總教區（拉丁語：Archidioecesis Sancti Iacobi in Cuba）是古巴一個羅馬天主教總教區，是該國三個總教區之一。下轄三個教區。
教區1517年2月11日成立，原名巴拉科阿教區，屬西維爾總教區，1522年4月28日易名。1803年11月24日升為總教區（因此總主教也是古巴的主教長）。2010年有教友255,500人，佔轄區總人口24.3%。教區下轄十六個堂區，有廿六名司鐸。現任教區總主教為丟尼修·威廉·加西亞·伊巴涅斯。